# Jun Ideguchi
Jun Ideguchi (født 14. maj 1979) er en tidligere japansk fodboldspiller.
Han har spillet for flere forskellige klubber i sin karriere, herunder Yokohama F. Marinos og Sagan Tosu.